# Can You Forgive Her?
Singles de Pet Shop Boys
Was It Worth It?
(1991) Go West
(1993)
Can You Forgive Her? est une chanson du duo britannique Pet Shop Boys extraite de leur cinquième album studio, Very, paru le 27 septembre 1993.
Le 31 mai 1993, trois semaines et six jours avant la sortie de l'album, la chanson a été publiée en single. C'était le premier single tiré de cet album.
Le single a atteint la 7e place au Royaume-Uni.